# Petar Milić

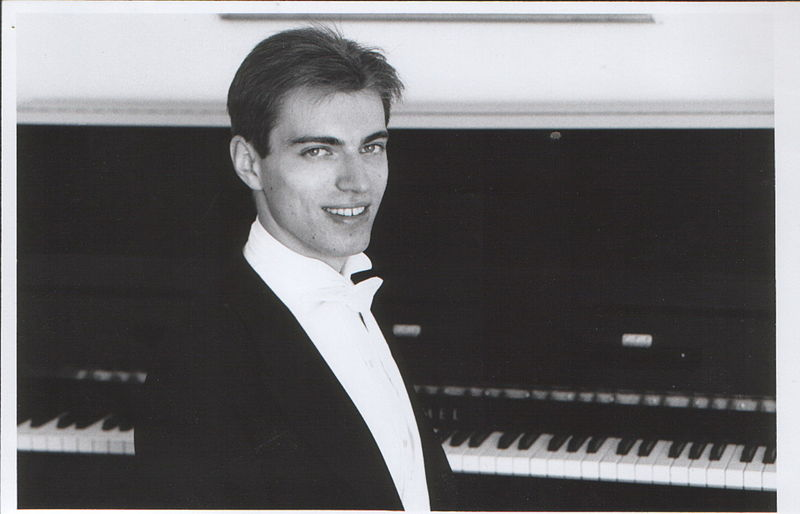
Petar Milić

Petar Milić (* in Kranj) ist ein slowenischer klassischer Pianist.

## Leben
Milić erhielt mit sieben Jahren in seiner Geburtsstadt Kranj seinen ersten Klavierunterricht. Er studierte bei Janez Lovse an der Musik-Akademie Ljubljana. Nachdem er seine Diplomprüfung abgelegt hatte, setzte er seine Studien an der Universität der Künste Berlin in der Klasse von Klaus Hellwig fort. Davon abgesehen, erhielt der Pianist prägende Anregungen auch bei anerkannten Musikern wie Pascal Devyon, Elena Lapitskaja, Igor Laszko, Arbo Valdma und anderen. Schon während seiner Ausbildung gab er viele Soloabende und Klavierkonzerte. 1996 wurde er mit dem Prešeren-Preis für seine Aufführung des 4. Klavierkonzerts von Beethoven ausgezeichnet, die unter der Leitung von Anton Nanut mit Slowenischen Philharmonikern stattfand. 1997 nahm er Teil am internationalen Wettbewerb Nikolai Rubinstein in Paris, wo er den 1. Preis erhielt. Seitdem konzertiert er mit zunehmendem Erfolg in Slowenien und im Ausland. Als Solist trat er in Hannover, Genf, Paris, Brüssel, Bratislava und Berlin auf, während er in Slowenien als regelmäßiger Gast in den bedeutendsten Konzertreihen erscheint.
Aufgrund seiner Live-Aufnahme wurde er seitens der Jury der europäischen Rundfunkhäuser zum von Yehudi Menuhin initiierten Musikfestival in Bratislava eingeladen, dass europaweit übertragen wurde. Daneben erschien Anfang 2013 seine neue CD mit Werken Chopins, die ihm gute Kritiken einbrachte. Petar Milić ist auch als Pädagoge tätig und leitet Meisterkurse für junge Pianisten. Seit 2011 ist er Dozent an der Musikakademie Ljubljana.